# 유럽 문화유산의 날

2007년 유럽 문화유산의 날 참가국

유럽 문화유산의 날(European Heritage Days, EHD)은 "유럽: 공동 유산"(Europe: a common heritage)이라는 모토 아래 유럽 문화 협약의 50개 서명국 모두가 참여하는 유럽 평의회와 유럽 연합 집행위원회의 공동 활동이다. 연례 프로그램에서는 일반적으로 일반인이 접근할 수 없는 건물, 기념물 및 유적지를 방문할 수 있는 기회를 제공한다. 이는 건축 및 환경 유산에 대한 접근을 확대하고 관리를 촉진하는 것을 목표로 한다. 이러한 행사는 영어권 국가에서는 도어 오픈 데이즈(Doors Open Days) 및 오픈 도어 데이즈(Open Doors Days)라고도 알려져 있다.
이 행사는 1984년 프랑스에서 문화부가 후원하는 역사기념물 공개식(La Journée portes ouvertes dans les Monuments historiques)과 함께 시작되었다. 1985년 그라나다에서 열린 제2차 건축유산 담당 유럽장관회의에서 프랑스 문화부 장관은 이 프로젝트가 유럽평의회 하에서 국제화될 것을 제안했다. 네덜란드는 1987년에 제1회 기념물 공개식(Open Monumentendag)을 개최했다. 스웨덴과 아일랜드 공화국은 1989년, 벨기에와 스코틀랜드는 1990년에 합류했다.
1991년에 이러한 행사는 유럽 연합의 지원을 받는 유럽평의회 주도로 유럽유산의 날로 통합되었다. 2010년까지 유럽 문화 협약 서명국 50개국이 EHD에 가입했다. 가장 최근의 유럽 문화유산의 날 행사는 2019년 9월 아르메니아에서 주최되었다.
유럽 평의회 총국 IV(교육, 문화 및 유산, 청소년 및 스포츠)는 유럽 위원회의 교육 및 문화 총국과 긴밀히 협력하여 달성할 과제의 일반적인 방향, 정의 및 실행을 보장한다. EHD의 틀 내에서. EHD 사무국은 유럽 평의회 문화유산 운영위원회의 책임하에 문화, 문화 및 자연유산국이 수행한다.

## 같이 보기
- 유럽 통합